# Santiago de Compostela
Santiago de Compostela je glavno mesto avtonomne skupnosti Galicija na severozahodu Španije in s skoraj 100.000 v ožjem oz. 200.000 prebivalci v širšem območju drugo največje v tej regiji. Mesto izvira iz svetišča svetega Jakoba, danes stolnice Santiago de Compostela, kot cilja poti svetega Jakoba, vodilne katoliške romarske poti od 9. stoletja. Leta 1985 je bilo staro mestno jedro uvrščeno na Unescov seznam svetovne dediščine.

## Toponim
Santiago je lokalni galicijski razvoj ljudske latinske Sanctus Iacobusa - sveti Jakob. Po legendi Compostela izhaja iz latinske besede Campus Stellae (t.i. polje zvezde); malo verjetno pa je, da bi ta stavek pri normalni evoluciji iz latinščine v srednjeveško galicijščino pripeljal do sodobne Compostela.
Druge etimologije izvirajo iz latinske compositum, lokalne vulgarne latinske Composita Tella, kar pomeni "grobišče" ali preprosto iz latinske compositella, kar pomeni "dobro sestavljen". Še druga mesta v Galiciji delijo ta toponim, podobno Compostilla v provinci León.

## Mesto
Stolnica meji na glavni trg starega in dobro ohranjenega mesta. Po srednjeveški legendi so posmrtne ostanke apostola Jakoba prinesli v Galicijo za pokop; leta 813 je svetloba svetle zvezde vodila pastirja, ki je ponoči opazoval svojo čredo do pokopališča v Santiagu de Compostela. To mesto se je prvotno imenovalo Mount Libredon in njegova fizična topografija vodi prevladujoče vetrove, ki se prenašajo po morju, da takoj razčistijo krog oblakov. Pastir je o svojem odkritju hitro poročal iriškemu škofu, škofu Teodomiru. Škof je izjavil, da so posmrtni ostanki apostola Jakoba in takoj obvestil kralja Asturije in Galicije Alfonza II. v Oviedu. V čast svetemu Jakobu je bila stolnica zgrajena na mestu, kjer naj bi našli njegove posmrtne ostanke. Legenda, ki je vključevala številne čudežne dogodke, je katoliškim vernikom omogočila okrepitev podpore za njihovo trdnjavo na severu Španije med krščanskimi križarskimi vojnami proti Mavrom, hkrati pa je privedla do rasti in razvoja mesta.
Ob zahodni strani Praza do Obradoiro je eleganten Pazo de Raxoi iz 18. stoletja, danes mestna hiša. Desno od stolnih stopnic pa Hostal dos Reis Católicos, ki sata ga leta 1492 ustanovila katoliška kralja, Izabela I. Kastiljska in Ferdinand II. Aragonski, kot romarski dom (danes parador). Najbolj znana fasada stolnice Obradoiro je upodobljena na španskih evrskih kovancih za 1 cent, 2 centa in 5 centov (0,01 €, 0,02 € in 0,05 €).
Santiago je mesto Univerze Santiago de Compostela, ustanovljene v začetku 16. stoletja. Glavni kampus je najbolje videti iz niše v velikem občinskem parku v središču mesta.
V starem mestnem jedru je veliko ozkih vijugastih ulic, polnih zgodovinskih stavb. Novo mesto ima manj značaja, čeprav imajo nekateri starejši deli novega mesta nekaj velikih stanovanj.
Santiago de Compostela ima veliko nočnega življenja. Tako v novem mestu (a zona nova v galicijščini, la zona nueva v španščini ali ensanche) kot v starem mestnem jedru (a zona vella v galicijščini ali la zona vieja v španščini, z blagovno znamko kot zona monumental), mešanica srednje- ostarelih prebivalcev in mlajši študentje ohranjajo živahno prisotnost do zgodnjih jutranjih ur. Zgodovinsko stolnico, ki seva iz središča mesta, obkrožajo tlakovane granitne ulice, umaknjene v starem mestnem jedru, od novejšega dela mesta pa jo loči največji od številnih parkov po vsem mestu, Parque da Alameda.
Santiago daje ime enemu od štirih vojaških redov Španije: Santiago, Calatrava, Alcántara in Montesa.
Eno najpomembnejših gospodarskih središč v Galiciji, Santiago, je sedež organizacij, kot je Združenje za enakopravno in pravično trgovino Pangea.

### Podnebje
Po Köppnovi podnebni klasifikaciji ima Santiago de Compostela zmerno oceansko podnebje (Cfb) z blagimi do toplimi in nekoliko suhimi poletji ter blagimi, mokrimi zimami. Prevladujoči vetrovi iz Atlantika in okoliških gora zalivajo Santiago z največ padavinami v Španiji: približno 1550 milimetrov letno. Zime so blage, kljub temu, da je daleč v notranjost in na nadmorski višini 370 metrov, zmrzali so pogoste le decembra, januarja in februarja, v povprečju le 13 dni na leto. Sneg je redek, z 2-3 snežnimi dnevi na leto. Temperature nad 35 ° C so zelo izjemne.

### Prebivalstvo
Mesto je leta 2019 štelo 96.260 prebivalcev, metropolitansko območje pa 178.695.
Leta 2010 je v mestu živelo 4111 tujcev, kar predstavlja 4,3 % celotnega prebivalstva. Glavne narodnosti so bili Brazilci (11 %), Portugalci (8 %) in Kolumbijci (7 %).
Po podatkih iz leta 2008 21,17 % prebivalstva vedno govori v galicijščino, 15 % vedno govori v španščino, 31 % večinoma v galicijščini in 32,17 % večinoma v španščini. Po študiji Hunta de Galicia iz leta 2010 je 38,5 % mestnih dijakov osnovnega in srednjega izobraževanja imelo galicijščino za materni jezik.

## Zgodovina
Območje Santiaga de Compostela je bilo do 4. stoletja rimsko pokopališče , zasedli pa so ga Svebi v začetku 5. stoletja, ko so se med začetnim propadom Rimskega cesarstva naselili v Galiciji in na Portugalskem. Območje je bilo pozneje v 6. stoletju pripisano škofiji Iria Flavia, v delu, običajno znanem kot Parochiale Suevorum, ki jo je naročil svebski kralj Teodemar. Leta 585 je naselje skupaj s preostalim Svebskim kraljestvom Leovigild priključil kot šesto provinco Vizigotskega kraljestva.
Mogoče so ga napadli Arabci od leta 711 do 739 , škofija Iria je bila vključena v Kraljevino Asturijo c. 750. Na neki točki med letoma 818 in 842 med vladavino Alfonza II. Asturijskega  je škof Theodemar iz Irije († 847) trdil, da je našel nekaj ostankov, ki so bili pripisani svetemu Jakobu. To odkritje je bilo delno sprejeto, ker sta papež Leon III. in Karel Veliki, ki je umrl leta 814, priznala Asturijo za kraljestvo, Alfonza II. pa za kralja, poleg tega pa sta vzpostavila tesne politične in cerkvene vezi. Okoli kraja odkritja je nastalo novo naselje in romarsko središče, ki je bilo piscu, benediktinskem menihu Usuardu znano leta 865 in se je v 10. stoletju imenovalo Compostella.
Kult svetega Jakoba iz Compostele je bil le eden izmed mnogih, ki so nastali po vsej severni Iberiji v 10. in 11. stoletju, saj so vladarji spodbujali kulte, značilne za posamezno regijo, kot sta na primer sveta Eulalija v Oviedu in sveti Emilijan v Kastiliji. Potem ko se je središče asturijske politične moči leta 910 preselilo iz Ovieda v León, je Compostela postala bolj politično pomembna, galicijski plemiči pa so priznali več kraljev Galicije in Leóna, ki jih je okronal in mazil lokalni škof v stolnici, med njimi Ordoño IV. leta 958 , Bermudo II. leta 982 in Alfonz VII. leta 1111, do takrat je Compostela postala prestolnica Kraljevine Galicije. Kasneje so bili v stolnici pokopani tudi kralji iz 12. stoletja in sicer Fernando II. in Alfonz IX., zadnji od kraljev Leona in Galicije, preden sta se obe kraljestvi združili s kraljestvom Kastilija.
V tem istem 10. stoletju in v prvih letih 11. stoletja so vikinški napadalci poskušali napasti mesto  - Galicija je v nordijskih sagah znana kot Jackobsland ali Gallizaland - in škof Sisenand II., ki je bil ubit v bitki proti njim leta 968 , odredil gradnjo obzidane trdnjave za zaščito svetega kraja. Leta 997 je Ibn Abi Aamir (znan kot Almanzor) napadel in delno uničil Compostelo. V napadu ga je spremljal krščanski gospod, in vsi so prejeli del plena. Vendar andaluzijski poveljnik ni pokazal zanimanja za domnevne relikvije svetega Jakoba. Kot odgovor na te izzive je škof Cresconio sredi 11. stoletja utrdil celo mesto, zgradil obzidje in obrambne stolpe.
Po mnenju nekaterih avtorjev je to mesto sredi 11. stoletja že postalo vseevropsko mesto peregrinacije , drugi pa trdijo, da je bil kult svetega Jakoba pred 11. in 12. stoletjem v bistvu galicijska zadeva z asturijskimi in leonskimi kralji, da bi pridobili galicijsko zvestobo. Santiago je v naslednjem stoletju postal glavno katoliško svetišče, za Rimom in Jeruzalemom. V 12. stoletju je Compostela na pobudo škofa Diega Gelmíreza postala nadškofija in privabila veliko in večnacionalno prebivalstvo. Pod oblastjo tega prelata so se meščani uprli, ko jih je vodil krajevni svet, kar je začelo posvetno tradicijo spopadov prebivalcev mesta, ki so se borili za samoupravo, proti lokalnemu škofu, posvetnemu in sodnemu gospodu mesta in njegovemu fevdu, pol neodvisna Terra de Santiago ("dežela svetega Jakoba"). Vrhunec tega spopada je bil dosežen v 14. stoletju, ko je novi prelat, Francoz Bérenger de Landore, izdajalsko usmrtil mestne svetovalce v svojem gradu A Rocha Forte ("močna skala, grad"), potem ko jih je povabil na pogovore.
Santiago de Compostela so med napoleonskmi vojnami zajeli in oropali Francozi; posledično so bili ostanki, pripisani apostolu, izgubljeni skoraj stoletje, skriti v notranjosti ciste v kriptah mestne stolnice.
Pri izkopavanjih v stolnici v 19. in 20. stoletju so odkrili rimsko cella memoriae ali martyrium ( cerkev ali svetišče, zgrajeno nad grobom krščanskega mučenika), okoli katere je v času Rimljanov in Svebov raslo majhno pokopališče, ki je bilo kasneje opuščeno. Ta martyrium, ki dokazuje obstoj starega krščanskega svetišča, je bil včasih pripisan Priscilijanu, čeprav brez dodatnih dokazov.
== Gospodarstvo
Gospodarstvo Santiaga, čeprav je še vedno močno odvisno od javne uprave (tj. kot sedeža avtonomne vlade Galicije), kulturnega turizma, industrije in visokega šolstva prek svoje univerze, postaja vse bolj raznoliko. Ustanovljene so bile nove industrije, kot so obdelava lesa (FINSA), avtomobilska industrija (UROVESA) ter telekomunikacije in elektronika (Blusens in Televés). Banco Gallego, bančna institucija v lasti Novacaixagalicia, ima sedež v središču mesta Rúa do Hórreo.
Turizem je zaradi poti svetega Jakoba zelo pomemben, zlasti v svetih kompostelanskih letih (ko 25. julij pade na nedeljo). Po obsežnih naložbah in izjemno uspešni oglaševalski kampanji Hunta za sveto leto 1993 je število romarjev, ki so pot končali, nenehno naraščalo. Več kot 272.000 romarjev je bilo na poti v svetem letu 2010. Po letu 2010 se naslednje sveto leto ne bo zgodilo še 11 let, ko bo praznik svetega Jakoba spet padel v nedeljo. Zunaj svetih let mesto še vedno sprejme izjemno število romarjev. Leta 2013 je romalo dokončalo 215.880 ljudi. Leta 2014 je bilo 237.983 oseb. Leta 2015 je bilo 262.513 oseb, leta 2016 pa 277.854 oseb.
Uredništvo Compostela ima v lasti dnevni časopis El Correo Gallego, lokalno televizijo in radijsko postajo. Spletni portal za novice v galicijskem jeziku Galicia Hoxe ima tudi sedež v mestu. Televisión de Galicia, javna radiotelevizijska družba Galicije, ima sedež v Santiagu.

## Jakobova pot
Legenda, da je sveti Jakob našel pot do Iberskega polotoka in tam pridigal, je ena od številnih zgodnjih tradicij o misijonarskih dejavnostih in zadnjih počivališčih Jezusovih apostolov. Čeprav je bula papeža Leona XIII. Omnipotens Deus iz leta 1884 sprejela verodostojnost relikvij v Composteli, Vatikan še vedno ni prepričan ali so relikvije svetega Jakoba prave, medtem ko še naprej spodbuja splošnejše prednosti romanja v to mesto. Papež Benedikt XVI. je na svojem obisku v Španiji leta 2010 opravil ceremonialno romanje.

### Legende
Po izročilu, ki ga je mogoče zaslediti vsaj v 12. stoletju, ko je bilo zapisano v Codex Calixtinusu, se je sveti Jakob po pridiganju v Galiciji odločil, da se vrne v Sveto deželo. Tam so mu odsekali glavo, toda njegovi učenci so njegovo telo odpeljali v Jaffo, kjer so našli čudovito kamnito ladjo, ki je čudežno odpeljala njih in telo apostola do Irie Flavije nazaj v Galicijo. Tam so učenci prosili lokalno pogansko kraljico Lobo ('volkulja') za dovoljenje za pokop trupla; jezna, se jih je odločila zavesti in jih poslala, naj poberejo par volov, ki naj bi jih imela pri Pico Sacro, krajevni sveti gori, na kateri je živel zmaj, v upanju, da bo zmaj ubil kristjane, a takoj, ko je zver napadla učence je ob pogledu na križ zmaj eksplodiral. Nato so se učenci odpravili po vole, ki so bili pravzaprav divji biki, s katerimi je kraljica kaznovala svoje sovražnike; a spet so se ob pogledu na krščanski križ biki umirili in potem, ko so bili vpreženi, so apostolovo telo odnesli na mesto, kjer je zdaj Compostela. Legendo je z manjšimi spremembami znova omenil češki popotnik Jaroslav Lev iz Rožmitála v 15. stoletju.
Relikvije naj bi pozneje v 9. stoletju ponovno odkril puščavnik Pelagij, ki je po opazovanju čudnih luči v lokalnem gozdu odšel po pomoč do lokalnega škofa Theodemarja iz Irie na zahodu Galicije. Legenda trdi, da je Theodemarja nato na mesto pripeljala zvezda, ki se je oprla na znani element mita, zato je "Compostela" dobila etimologijo kot korupcijo Campus Stellae, "Polje zvezd".
V 15. stoletju je bila rdeča zastava, ki je vodila galicijsko vojsko v boj, še vedno ohranjena v stolnici Santiago de Compostela, v središču sveti Jakob jaha na belem konju in nosi bel plašč z mečem v roki: Legenda o čudežnem oboroženem posredovanju svetega Jakoba, preoblečenega v belega viteza, ki je pomagal kristjanom pri boju z muslimani, je bil v visokem srednjem veku ponavljajoč se mit.
- Trkala v stari četrti mesta
- Knjižnica in kapitelj v stolnici, kolotip 1889
- Jakobova pot
- Delni pogled na Santiago de Compostela s Pico Sacro v ozadju
- Upodobitev svetega Jakoba v Codex Calixtinusu iz 12. stoletja
- Školjka pokrovača, emblem svetega Jakoba, ki ga nosijo romarji

### Vzpostavitev svetišča
1000-letno romanje v svetišče svetega Jakoba v stolnici Santiago de Compostela je v španščini kot Camino de Santiago. Več kot 200.000 romarjev vsako leto potuje v mesto s točk po vsej Evropi in drugih delov sveta. Romanje je bilo predmet številnih knjig, televizijskih oddaj in filmov, zlasti filma The Naked Pilgrim Briana Sewella za britanski televizijski kanal Channel 5 in sodelovanja Martina Sheena/Emilio Esteveza The Way.

### Predkrščanske legende
Kot najnižje ležeče zemljišče na tem odseku obale je mesto dobilo dodaten pomen. Legende, ki naj bi bile keltskega izvora, so postale kraj, kjer so se zbirale duše mrtvih, da bi sledile soncu čez morje. Tisti, ki niso vredni odhoda v deželo mrtvih, so Galicijo preganjali kot Santa Compaña ali Estadea.

## V popularni kulturi
Santiago de Compostela je vidno prikazan v zgodovinsko -fantastičnem romanu Sharpe's Rifles iz leta 1988, avtorja Bernarda Cornwella, ki se dogaja med francosko invazijo na Galicijo, januarja 1809, med napoleonskiimi vojnami.
Glasbeni video za Una Cerveza, avtor Ráfaga, je postavljen v zgodovinski del Santiaga de Compostele.
Romanje v Santiago de Compostela je pripovedni okvir filma Luisa Buñuela ++La Voie lactée++ (Mlečna pot).
Mistično romanje je bilo prikazano v avtobiografiji in romanu The Pilgrimage (O Diário de um Mago) brazilskega pisca Paula Coelha, objavljenem leta 1987.

## Znamenitosti
- Stolnica sv. Jakoba, Santiago de Compostela
- Pazo de Raxoi - mestna hiša in urad predsednika Hunta Galicije
- Colexiata de Santa María do Sar iz 12. stoletja
- baročna opatija iz 16. stoletja San Martín Pinario
- Univerza v Santiagu de Compostela
- Centro Galego de Arte Contemporánea (Galicijski center za sodobno umetnost), ki ga je zasnoval Alvaro Siza Vieira
- Parque de San Domingos de Bonaval, ki sta ga preoblikovala Eduardo Chillida in Alvaro Siza Vieira
- Mesto kulture Galicije, ki ga je zasnoval Peter Eisenman
- Parque da Alameda (park Alameda)
- Parque de Carlomagno (park Carlomagno)
- Samostan in cerkev sv. Frančiška iz 17. stoletja

## Pobratena mesta
Santiago de Compostela je pobraten z:
| - São Paulo, Brazilija - Santiago de Cali, Kolumbija - Coimbra, Portugalska, od 1994 - Santiago do Cacém, Portugalska, od 1980-ih - Mašhad, Iran - Buenos Aires, Argentina, od 1980-ih - Qom, Iran | - Santiago de Querétaro, Mehika (2005) - Santiago de los Caballeros, Dominikanska republika (2004) - Assisi, Italija (2008) - Las Piedras, Urugvaj (2010) - Pisa, Italija (2010) - Santiago de Cuba, Kuba |